# Hoard (film)
Hoard è un film del 2023 scritto e diretto da Luna Carmoon.

## Trama
Londra, anni 1990. L'incontro con Michael scatena nella giovane Maria il disturbo da accumulo ereditato dalla madre Cynthia, a cui era stata portata via dai servizi sociali dieci anni prima.

## Produzione
Nell'aprile 2022 è stato annunciato che Saura Lightfoot Leon, Deba Hekmat, Hayley Squires, Joseph Quinn e Lily-Beau Leach avrebbero recitato nel film. Le riprese si sono svolte in South London e sono terminate nel maggio 2022.

## Promozione
Il primo trailer è stato diffuso il 28 marzo 2024.

## Distribuzione
Il film è stato presentato in anteprima mondiale il 2 settembre 2023 durante la settimana internazionale della critica della 80ª Mostra internazionale d'arte cinematografica di Venezia. Il mese seguente il film è stato presentato anche all'Athens International Film Festival, al BFI London Film Festival e alla Semana Internacional de Cine de Valladolid. Successivamente è stato distribuito nei cinema britannici e irlandesi dal 17 maggio 2024.

## Accoglienza
L'aggregatore di recensioni Rotten Tomatoes riporta un indice di gradimento nel 97%, con un punteggio medio di 7,4 su 10 basato sul parere di ventinove critici.

## Riconoscimenti
- 2023 – Mostra del cinema di Venezia[7]
  - Premio Autrici Under 40 / Miglior regia e sceneggiatura a Luna Carmoon